# Brave Belt
Brave Belt är ett rockband i Winnipeg. Det existerade åren 1971–1972.

## Medlemmar
- Randy Bachman – sologitarr, rytmgitarr, sång
- Chad Allan – keybord, sång
- Robbie Bachman – trummor
- Fred Turner – sång, basgitarr
- Tim Bachman – gitarr, sång

## Diskografi
Studioalbum
- 1971 – Brave Belt
- 1972 – Brave Belt II

Singlar
- 1971 – "Rock and Roll Band" (#64 på Canadian Singles Chart)
- 1971 – "Crazy Arms, Crazy Eyes" (#35)
- 1972 – "Never Comin' Home" (#57)
- 1972 – "Dunrobin's Gone" (#58)